# João Muniz Alves
João Muniz Alves OFM (* 8. Januar 1961 in Carema, Santa Rita, Maranhão, Brasilien) ist ein brasilianischer Ordensgeistlicher und römisch-katholischer Bischof von Xingu-Altamira.

## Leben
João Muniz Alves trat der Ordensgemeinschaft der Franziskaner bei und legte am 2. Februar 1986 die zeitliche Profess ab. Am 14. Januar 1991 legte er die ewige Profess ab. Alves empfing am 4. September 1993 das Sakrament der Priesterweihe.
Am 23. Dezember 2015 ernannte ihn Papst Franziskus zum Bischof der Territorialprälatur Xingu. Sein Amtsvorgänger Erwin Kräutler CPPS spendete ihm am 5. März des folgenden Jahres die Bischofsweihe. Mitkonsekratoren waren der Erzbischof von São Luís do Maranhão, José Belisário da Silva OFM, und Leonardo Ulrich Steiner OFM, Weihbischof in Brasília.
Mit der Aufhebung der Territorialprälatur Xingu und der Errichtung des Bistums Xingu-Altamira am 6. November 2019 ernannte ihn Papst Franziskus zum ersten Diözesanbischof von Xingu-Altamira. Die Amtseinführung erfolgte am 1. Februar 2020.